# NGC 2353
NGC 2353 je otevřená hvězdokupa v souhvězdí Jednorožce. Od Země je vzdálená asi 3 800 světelných let a její stáří se odhaduje na 120 milionů let. Objevil ji William Herschel 10. ledna 1785.

## Pozorování

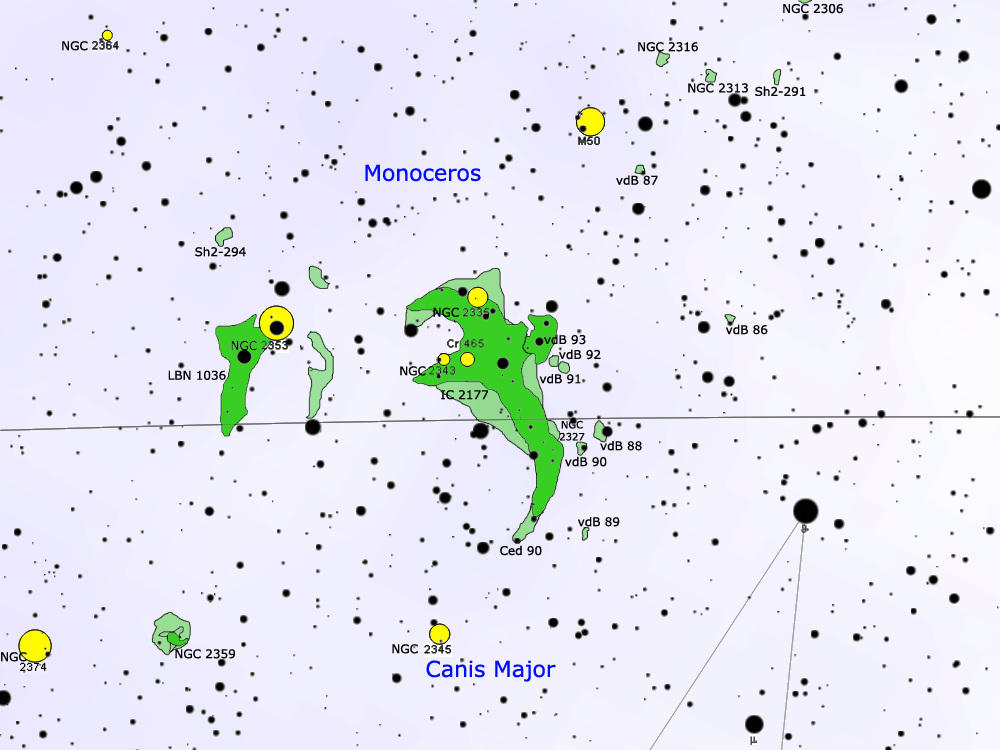
Poloha NGC 2353 v souhvězdí Jednorožce.

Tato hvězdokupa leží 10° severovýchodně od Siria a 6° západně od α Mon v oblasti oblohy bohaté na malé hvězdokupy a mlhoviny. Vyniká v ní hvězda 6. hvězdné velikosti, která s ní ovšem není fyzicky vázaná.
Zbytek hvězdokupy se rozprostírá severně od této hvězdy a je tvořen hvězdami od deváté hvězdné velikosti, takže pro plné rozlišení jejích členů je potřeba alespoň malý dalekohled o průměru 70 mm. Přesto je viditelná i triedrem, ovšem pouze jako slabá světlá skvrna. Dalekohled o průměru 150 mm ji dokáže zcela rozložit na asi třicítku hvězd.
Hvězdokupa leží velmi blízko nebeského rovníku a její poloha mírně zvýhodňuje pozorovatele z jižní polokoule, ale cirkumpolární je tam až ve velmi vysokých zeměpisných šířkách. Na severní polokouli je její pozorování ztíženo až v oblastech položených ve vysokých severních zeměpisných šířkách, takže je pozorovatelná ze všech obydlených oblastí na Zemi. Nejvhodnější období pro její pozorování na večerní obloze je od listopadu do dubna.

## Historie pozorování
Hvězdokupu objevil William Herschel 10. ledna 1785 pomocí zrcadlového dalekohledu o průměru 18,7 palce. Jeho syn John ji později znovu pozoroval a zařadil ji do svého katalogu mlhovin a hvězdokup General Catalogue of Nebulae and Clusters pod číslem 1506.

## Vlastnosti
NGC 2353 je středně mladá hvězdokupa, která dobře vyniká na bohatém hvězdném poli v pozadí. Od Země je vzdálená asi 3 800 světelných let, a patří tak do ramena Orionu, kam patří i reflexní mlhovina označená IC 2177.
Výzkum z roku 2011 zvýšil odhad jejího stáří na 120 milionů let a potvrdil, že hvězdokupa není součástí OB asociace s názvem Canis Major OB1. Ta má stáří nanejvýš 3 miliony let a mohla se utvořit vlivem výbuchu supernovy patřící do NGC 2353.

### Obecné kapitoly
- O'MEARA, Stephen James. Deep Sky Companions: Hidden Treasures. [s.l.]: Cambridge University Press, 2007. Dostupné online. ISBN 0-521-83704-9. (anglicky)
- DE BLASI, A. Le stelle: nascita, evoluzione e morte. Bologna: CLUEB, 2002. ISBN 88-491-1832-5. (italsky)

### Mapy hvězdné oblohy
- TIRION; RAPPAPORT; LOVI. Uranometria 2000.0 - Volume II - The Southern Hemisphere to +6°. Richmond, Virginia, USA: Willmann-Bell, inc., 1987. ISBN 0-943396-15-8.
- TIRION; SINNOTT. Sky Atlas 2000.0. 2. vyd. Cambridge, USA: Cambridge University Press, 1998. ISBN 0-933346-90-5.
- TIRION. The Cambridge Star Atlas 2000.0. 3. vyd. Cambridge, USA: Cambridge University Press, 2001. Dostupné online. ISBN 0-521-80084-6.